# Myristicin
Myristicin je přírodní organická sloučenina obsažená v silicích muškátového oříšku a v malém množství i petrželi a kopru. Myristicin je přirozeně se vyskytující insekticid a akaricid s pravděpodobnými neurotoxickými efekty na dopaminergní neurony. Ve velkých dávkách má halucinogenní vlastnosti. Je slabým inhibitorem monoaminoxidázy. Zároveň působí jako anticholinergika.
Alexander Shulgin v roce 1963 uvažoval o tom, že by myristicin mohl být v játrech transaminací přeměněn na metabolity amfetaminu, ale nebylo to nikdy potvrzeno a zdá se být velmi nepravděpodobné vzhledem k tomu co je známo o metabolismu obdobných sloučenin safrolu na piperonylovou kyselinu.
Intoxikace myristicinem nebo esenciálním olejem z muškátového oříšku se lehce podobají účinkům MDMA či MMDMA. Účinky se liší osobu od osoby, ale často jsou popisovány stavy někde mezi probouzením se a spánkem. Často je popisována euforie a nauzea. Uživatelé také uvádějí krvavě podlité oči a výpadky paměti.
Vedle mrákotných stavů myristicin navozuje i psychoaktivní účinky jako deformace obrazu. Dávky nezbytné k dosažení takovýchto stavů jsou rozdílné. Průměrné dávky potřebné k dosažení těchto účinků leží někde mezi hodnotami 0,17 – 0,28 g čerstvého muškátového oříšku na kilogram tělesné hmotnosti.
U intoxikace muškátovým oříškem trvá extrémně dlouhou dobu, než je dosaženo vrcholu, někdy až 7 hodin a účinky mohou být pociťovány až 24 hodin s dozníváním až 72 hodin.